# Batalla de Peotillos
La Batalla de Peotillos fue una acción militar de la Guerra de Independencia de México, efectuada el 15 de junio de 1817, en las cercanías de la antigua hacienda de Peotillos, San Luis Potosí. Los 300 insurgentes comandados por el general Francisco Xavier Mina lograron derrotar en un combate de tres horas a las fuerzas realistas del coronel Benito Armiñán que contaba con una fuerza de dos mil soldados. El coronel Armiñán pertenecía al batallón europeo de Extremadura y había salido de Altamira con el fin de atacar a Mina. En esta batalla Mina perdió la quinta parte del ejército que había llegado con él.